# Manfred Beelke

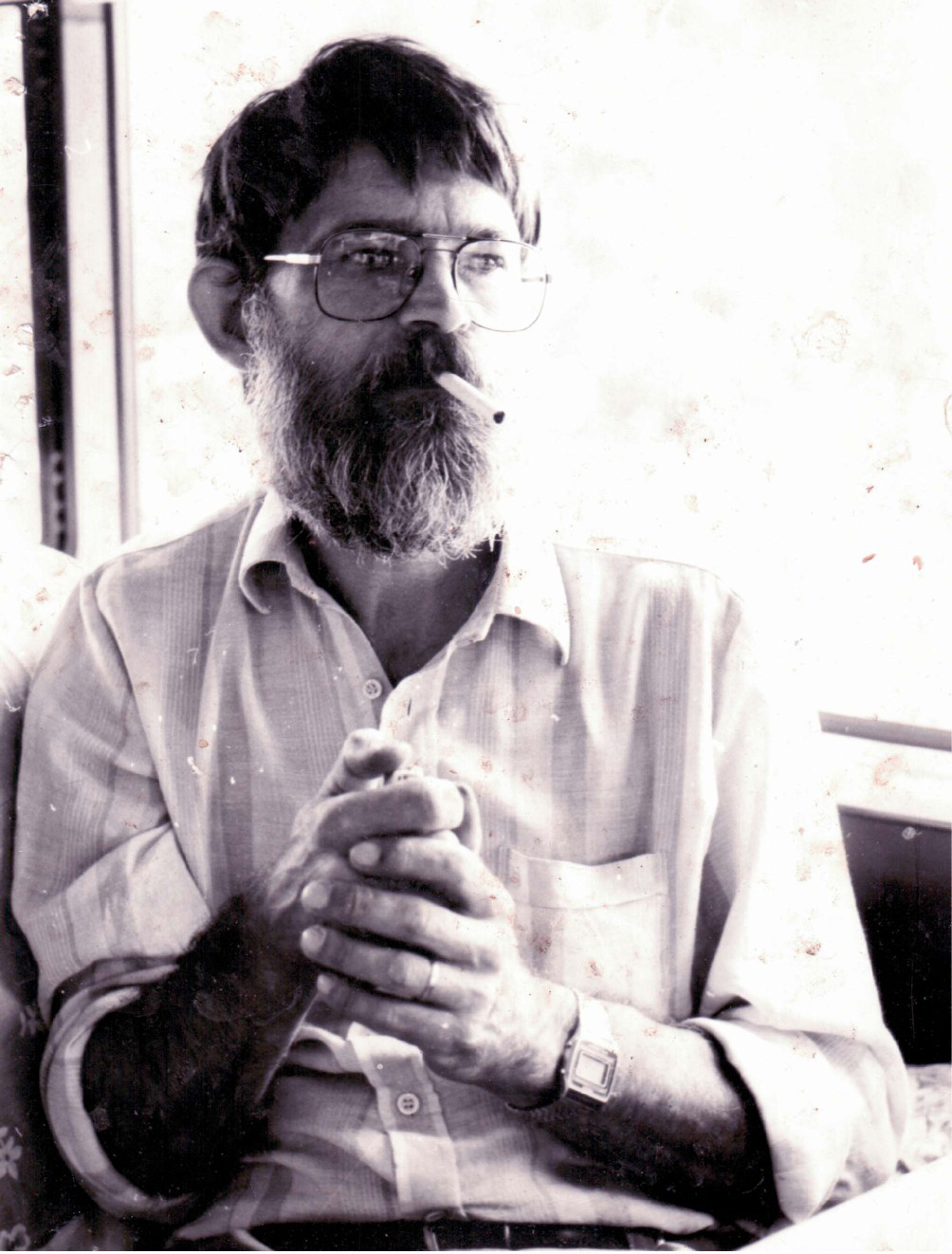
Manfred Beelke (1986)

Manfred Beelke (* 27. September 1939 in Berlin; † 5. März 2009 in Genua) war ein deutscher Maler und Grafiker. Beelke hinterließ über 900 gekennzeichnete Werke und viele Grafiken.

## Leben
Beelke schrieb 1957 während der Schulzeit sein erstes Theaterstück Wenn der Schatten verbrennt, das Alexander Kulpok mit Schülern des Albrecht-Dürer-Gymnasiums als Hörspiel inszenierte. Im selben Jahr nahm er zum ersten Mal an der Großen Berliner Kunstausstellung teil. 1960 nahm er an der Kollektivausstellung im Rathaus Kreuzberg teil, wo er auch den Maler Traudbert Erbe kennenlernte. Im selben Jahr brach er das Chemiestudium an der TU Berlin ab und ging nach Vallauris in Südfrankreich. Dort lernte er Pablo Picasso kennen und arbeitete mit ihm zusammen.
Unter Anleitung von Manit Ozère machte Beelke Keramiken und stellte diese in der „Galerie France“ in Cannes aus. Dort lernte er auch seine spätere Frau Marina Profumo kennen, die er 1963 in Berlin heiratete. Ein Jahr später richtete er sich in Kreuzberg, Görlitzer Str. 74 ein Atelier ein. 1968 gründete er u. a. mit Harald Budde die von ihm als „Multimediagruppe“ bezeichnete Künstlervereinigung „Die Rote Nelke West-Berlin“. Ein Jahr später wurde sein erstes Kind, Sohn Manolo Ernesto, geboren. 1972 zog Beelke mit seinem Atelier in eine alte Fabrik am Mariannenplatz in Kreuzberg. Es wurde die Tochter Melina Colomba geboren und vier Jahre später die letzte Tochter Masina Paloma.
1983 öffnete er eine eigene Galerie in Berlin-Kreuzberg, die als Ausstellungsort für alle Künstler ohne Bedingungen frei war: die „Dreigroschen Galerie“ und später die „Kunsthalle Kreuzberg“. 1984 lernte er den Maler NIL Ausländer kennen. Es entstanden viele gemeinsame Projekte. 1989 kam das Ende der künstlerischen Arbeit in der Werkstatt und in Kreuzberg. Beelke begann eine Mitarbeit mit der Kulturzeitschrift La Parete. Er schrieb Texte für diese Zeitschrift, teilweise unter dem Pseudonym Amedeo Salinbocca. Nach dem Mauerfall in Berlin gab er seine Wohnung, seine Werkstätten und die Galerie auf, um in die Mark Brandenburg zu ziehen.
1991 zog er nach Hagelberg/Klein Glien, ein Dorf mit etwa 80 Einwohnern in der Nähe von Belzig. Er lernte im Sommer den Publizisten Francesco Moisio in Marghera (Venedig) kennen. Von 2000 bis 2002 arbeitete er in Italien: Bologna, Genua, Savona und Santo Stefano di Belbo. Von Oktober 2002 bis April 2003 hielt er sich im Hause im Fläming (Mark Brandenburg) auf. Es entstand der erste Roman Letzte Zuflucht. Ein Jahr später zog er nach Italien aufs Land (Mignanego bei Genua), wo er neue Zyklen mit einer neuen Technik erarbeitete. Es war ein Versuch, den menschlichen Körper als chemische Fabrik darzustellen. Er nannte es „Kunst-Art Lochkunst“. Am 5. März 2009 starb Manfred Beelke in Fumeri (Genua).

## Ausstellungen (Auswahl)
- 1960: Kollektivausstellung im Rathaus Kreuzberg.
- 1960: Keramiken-Ausstellung in Galerie France in Cannes.
- 1962: Einzelausstellung im „Leierkasten“ in Berlin-Kreuzberg.
- 1963 Juryfreie Kunstausstellung in Berlin, wo er sein in Vallauris gemaltes Bild Wartesaal (200 × 130 cm) zeigt.
- 1964: Erste Atelierausstellung in der Görlitzer Straße.
- 1964: Malerei und Grafik im Rathaus Kreuzberg.
- 1964: Kreuzberger Künstler in der Stadtbücherei Kreuzberg.
- 1964: Zweite Atelierausstellung mit Peter Ehlebracht in der Görlitzer Straße.
- 1967: Kollektiv-Ausstellung Grafik im Rathaus Kreuzberg.
- 1970–1988: Beteiligung an der Großen Berliner Kunstausstellung.
- 1972: Ausstellung Zehn Jahre Galerie Ben Wargin in der Jebensstraße am Zoo.
- 1972: Ausstellung Brecht die Macht der Monopole in Stuttgart.
- 1973: Ausstellung in der Neuen Galerie im Marstall in Ostberlin (DDR).
- 1974: Einzelausstellung in der Galerie am Savignyplatz, Westberlin. Teilnahme am Realismus-Studio der NGBK
- 1975: Große Einzelausstellung in der Galerie Schnecke in Hamburg: Manfred Beelke – Wolkenbilder und andere windige Erscheinungen.
- 1980: Teilnahme an der Ausstellung 30 Jahre BBK in Westberlin.
- 1983: Einzelausstellung Gruß und Dank der Bourgeoisie in der Dreigroschengalerie.
- 1984: Einzelausstellung Wir schenken Euch unser Leben.
- 1984 Herausgabe von Halluzinationen – die Bilderwelt des Malers Manfred Beelke; Autorenkollektiv, Verlag Werkstatt Drucke.
- 1985: Teilnahme an der BBK-Ausstellung Realismus in Osnabrück.
- 1985: Einzelausstellung Schmerz, Begierde, Infamie und keine innere Erleuchtung, in der Dreigroschengalerie in Kreuzberg, Westberlin.
- 1986: Ausstellung Frühstück mit NIL Ausländer und Lesung eigener Texte in der Galerie NIL in der Bleibtreustraße, Charlottenburg, Westberlin.
- 1987: Retrospektive Manfred Beelke – Bilder 1962–1987, in der Kunsthalle Kreuzberg.
- 1988: Einzelausstellung Blumenkohl & Blasphemie, in der Kunsthalle Kreuzberg.
- 1988: Teilnahme an dem Projekt von Ben Wargin Wir das Parlament der Stühle oder wir sind vom Ast gefallen, im Theater der Freien Volksbühne, Westberlin.
- 1988: Einzelausstellungen Schwarze Löcher und Bilder aus dem beschädigten Leben.
- 1989: Ausstellung Das gezeichnete Ich – Selbstbildnisse und Bildnisse anderer Künstler von M.B.
- 1997: Ausstellung im „Centro Culturale - Città di Colombo“ in Genua (Italien).
- 1999: Einzelausstellung im Landratsamt in Belzig (Oktober).
- 2007: Ausstellung mit seinen letzten Werken aus der Serie der Lochbilder, in Savona.

## Bibliografie (Auswahl)
- 1969: Katalog Manfred Beelke Stadtbücherei Kreuzberg, April–Mai 1969, kurze Auflistung der Bilder ausgestellt, Text von H.D.Budde
- 1969: Tendenzen, 10 Jahre tendenzen, Damnitz Verlag, München, Dez. 1969; Artikel von Jürgen Beckelmann: Wut macht präzise, S. 257–260.
- 1969: Kunst in Berlin, 1945 bis heute. Belser Verlag, Stuttgart/Berlin/Zürich.
- 1972: Ben Wargin: Es war schon lange mein wunsch einen zu haben da ist er, Manfred Beelke Bilder 1968–71. Katalog, Ausstellungsprogramm im März 1972, Berlin; Bilder S. 11, 21 und eine persönliche Broschüre.
- 1973: Dieter Biewald: Berliner Künstler im Gespräch mit mir. Nicolaisch Verlagsbuchhandlung, Berlin 1973, Text und Bilder
- 1976: Katalog zum 5-jährigen Bestehen der Galerie Apex. Weender Buchdruckerei, Göttingen, Dez. 1976; Text und Bilder S. 20–24.
- 1985: 22 Berliner Realisten. Katalog des Bildungswerks des Berufsverbandes BKB anläßlich der Ausstellung in Dominikanerkirche in Osnabrück, Rasch Druckerei und Verlag, Berlin Nov. 1985. Biografie und Bild S. 18–19.
- 1995: Manfred Beelke, catalogo per esposizione testo in italiano biografia
- 1997: Franco Cardinale: L’amaro in bocca, poesie edite e inedite con undici disegni di Manfred Beelke. Centro Stampa Cavallermaggiore. (Copertina ed 11 grafiche opertina e 11 grafiche bianco/nero)
- 2002: Pier Paolo Pasolini, caos – Dialoge 1967-1970. Oberbaum Verlag, Berlin, Grafik für Titelblatt
- 2002: Pier Paolo Pasolini, Der Traum des Centaur, Dialoge 1968–1975. Oberbaum Verlag, Berlin. (Grafik für Titelblatt)
- 2003: Cesare Pavese: il mito, la donne e le due Americhe. a cura di A.Catalfamo I quaderini di CE.PA.M (quadro a colore copertina)
- 2005: Pier Paolo Pasolini, Die schönen Fahnen, Dialoge 1960–1965. Oberbaum Verlag, Berlin. (Grafik für Titelblatt)
- 2015: Dietmar Bührer: West Berliner Künstler, 1974–2015. Zeitensprünge, Epubli Verlag, Berlin, ISBN 978-3-7375-5757-3.